# Serie de las Américas
La Serie de las Américas es una competencia de béisbol que agrupa a los campeones de las ligas profesionales de invierno de Argentina, Colombia, Cuba, Curazao, Nicaragua y Panamá. Es organizada por Asociación de Béisbol de Las Américas.

## Historia
El 20 de septiembre de 2024, se crea la Asociación de Beisbol de las Américas, esto después de que fracasara el intento de la primera Serie Intercontinental que se haría ese mismo año en Barranquilla. Ese mismo día se designó a Nicaragua como organizador de la primera edición. Días después, fueron asignados a Panamá y Colombia, los torneos del 2026 y 2027, respectivamente.

## Participantes
| País      | Liga                                   | Desde |
| --------- | -------------------------------------- | ----- |
| Argentina | Liga Argentina de Béisbol              | 2025  |
| Colombia  | Liga Colombiana de Béisbol Profesional | 2025  |
| Curazao   | Liga Profesional de Béisbol de Curazao | 2025  |
| Cuba      | Serie Nacional de Béisbol              | 2025  |
| Nicaragua | Liga de Béisbol Profesional Nacional   | 2025  |
| Panamá    | Liga Profesional de Béisbol de Panamá  | 2025  |

## Campeones
| Año  | Sede      | Campeón                | Resultado | Subcampeón     | Mánager          | Récord |
| ---- | --------- | ---------------------- | --------- | -------------- | ---------------- | ------ |
| 2025 | Nicaragua | Águilas Metropolitanas | 3-1       | Leones de León | Sebastián Arroyo | 4-3    |
| 2026 | Panamá    |                        |           |                |                  |        |
| 2027 | Colombia  |                        |           |                |                  |        |